# 中川駅 (神奈川県)

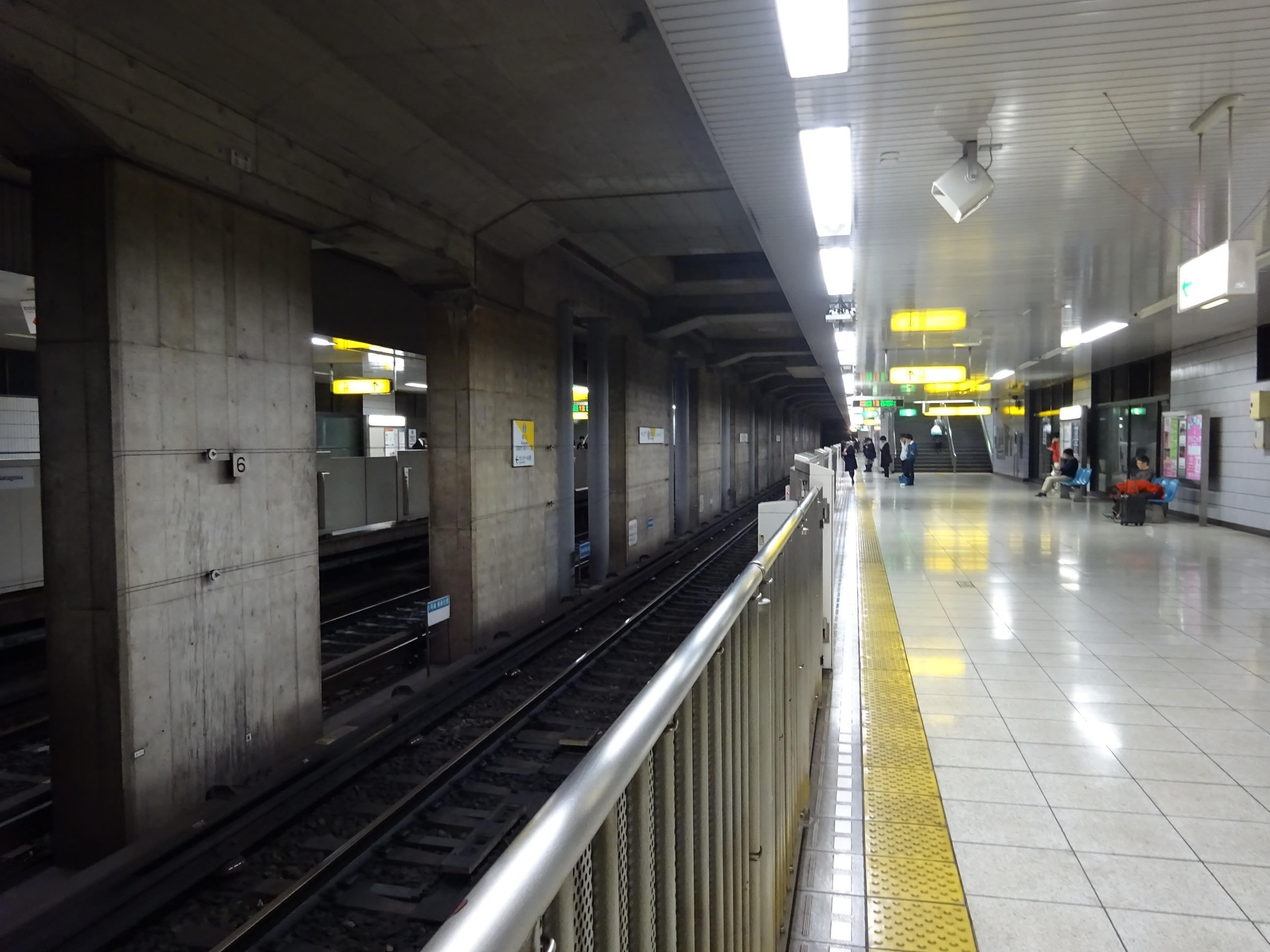
ホーム（2016年10月）

中川駅（なかがわえき）は、神奈川県横浜市都筑区中川一丁目にある、横浜市営地下鉄ブルーライン（3号線）の駅である。駅番号はB31で、「東京都市大横浜キャンパス前」という副名称がある。

## 概要
港北ニュータウンの北西部に位置する地下駅。周囲はなだらかな丘陵に囲まれた坂の街で、ヨーロッパの街並みを基調に住居地域と商業地域の調和のとれた街づくりが進められている。地上部は出入口2カ所と、西側の駐車場内にある避難階段併設の倉庫棟からなる。当駅の建設に伴い、駅の南側に都市計画道路牛久保中川線が整備された。
駅舎のデザインは中川センター地区景観計画のイメージテーマである「ネオ・ロマンチック」を基準にしており、出入口の外装はヨーロッパ調で落ち着きのある表情を持つデザインとし、御影石状の吹付タイルにより石張りのイメージで仕上げられている。また地下1・2階のドライエリアに接する壁の一部をガラス窓にすることで、地下空間に広がりを見せている。

1番出入口に設置されたパブリックアート。横浜彫刻展出品作品。
零駒無藏「集う人達」（1993年3月）

## 歴史
- 1993年（平成5年）3月18日 - 新横浜駅 - あざみ野駅間開通に伴い開業[2]。
- 2007年（平成19年）4月14日 - ホームドア使用開始。
- 2012年（平成24年）5月1日 - docomo Wi-Fiによる、公衆無線LANサービス開始。
- 2015年（平成27年）7月18日 - ダイヤ改正により運転を開始した快速の停車駅に設定される（新羽駅からあざみ野方面は各駅に停車）。

### 駅名の由来
町名から採られた。「中川」の由来は、1889年に都筑郡の大棚・山田・勝田・牛久保・茅ヶ崎の各村が合併した際、早渕川が合併村域に流れ、村の中心を形成していたことによるもの。1939年に横浜市港北区に編入された際、大字大棚の西半分が旧村名を採って中川町となっていた。

## 駅構造
相対式ホーム2面2線を有する地下駅であるが、外から光を取り入れることができるように工夫された構造となっている。

### のりば
| 番線 | 路線         | 行先         |
| ---- | ------------ | ------------ |
| 1    | ブルーライン | 湘南台方面   |
| 2    | ブルーライン | あざみ野方面 |

- 上表の路線名は旅客案内上の名称（愛称）で記載している。

### 駅構内設備
改札口は地下1階にあり、ホームは地下2階にある。待合室はない。トイレは地下1階にある。
エレベーターは、改札階 - ホームと、出入口1に設置されている。エスカレーターは、改札階 - ホームおよび出入口1・2に設置。

## 利用状況
2023年度の1日平均乗降人員は17,239人（乗車人員：8,527人、降車人員：8,712人）である。
近年の1日平均乗降・乗車人員推移は下記の通り。
| 年度               | 1日平均 乗降人員 | 1日平均 乗車人員 | 出典     |
| ------------------ | ---------------- | ---------------- | -------- |
| 1992年（平成04年） |                  | 5,094            |          |
| 1993年（平成05年） |                  | 2,700            |          |
| 1994年（平成06年） |                  | 3,485            |          |
| 1995年（平成07年） |                  | 4,111            | [ * 1 ]  |
| 1996年（平成08年） |                  | 4,427            |          |
| 1997年（平成09年） |                  | 4,753            |          |
| 1998年（平成10年） |                  | 4,968            | [ * 2 ]  |
| 1999年（平成11年） | 11,005           | 5,471            | [ * 3 ]  |
| 2000年（平成12年） | 11,809           | 5,824            | [ * 3 ]  |
| 2001年（平成13年） | 12,248           | 6,106            | [ * 4 ]  |
| 2002年（平成14年） | 12,940           | 6,555            | [ * 5 ]  |
| 2003年（平成15年） | 13,610           | 6,828            | [ * 6 ]  |
| 2004年（平成16年） | 14,022           | 7,069            | [ * 7 ]  |
| 2005年（平成17年） | 14,826           | 7,433            | [ * 8 ]  |
| 2006年（平成18年） | 14,848           | 7,445            | [ * 9 ]  |
| 2007年（平成19年） | 15,035           | 7,495            | [ * 10 ] |
| 2008年（平成20年） | 17,839           | 8,866            | [ * 11 ] |
| 2009年（平成21年） | 18,057           | 8,962            | [ * 12 ] |
| 2010年（平成22年） | 18,209           | 9,023            | [ * 13 ] |
| 2011年（平成23年） | 18,570           | 9,206            | [ * 14 ] |
| 2012年（平成24年） | 18,732           | 9,279            | [ * 15 ] |
| 2013年（平成25年） | 19,021           | 9,419            | [ * 16 ] |
| 2014年（平成26年） | 18,473           | 9,133            | [ * 17 ] |
| 2015年（平成27年） | 18,440           | 9,116            | [ * 18 ] |
| 2016年（平成28年） | 18,542           | 9,172            | [ * 19 ] |
| 2017年（平成29年） | 19,017           | 9,412            | [ * 20 ] |
| 2018年（平成30年） | 19,185           | 9,493            | [ * 21 ] |
| 2019年（令和元年） | 18,872           | 9,328            | [ * 22 ] |
| 2020年（令和02年） | 12,927           | 6,395            |          |
| 2021年（令和03年） | 14,361           | 7,107            |          |
| 2022年（令和04年） | 16,092           | 7,961            |          |
| 2023年（令和05年） | 17,239           | 8,527            |          |

備考
1. ↑  1993年3月18日開業。開業日から同年3月31日までの計14日間を集計したデータ。

## 駅周辺
- ふれあい中川 - 駐輪場だった場所に建設された駅ビル。横浜市中川地域ケアプラザ（地域包括支援センター・児童デイサービス・高齢者デイサービスなど）のほか、介護老人保健施設、保育所が入居する。

- 中川駅前郵便局
- 都筑警察署 中川駅前交番
- ハウスクエア横浜（住宅展示場）
- 横浜市 中川西地区センター
- 東京都市大学[注 1]
- 横浜市立中川西中学校
- 横浜市立中川西小学校
- 金の星幼稚園[注 2]
- 山崎公園
- 烏山公園
- 宿之入公園

## バス路線
現在は駅周辺を運行する路線は存在しない。以前は駅出入口近くに「中川駅」停留所があり、東急バスの路線バスが発着していたが廃止された。

また、少し離れた所に「中川駅入口」停留所があり、あざみ野駅と市が尾駅を結ぶ横浜市営バス33系統が発着していたが、2013年3月29日をもって廃止された。
近隣のバス停留所
- 東急バス「サントゥール中川」停留所（当駅から徒歩7分ほど） - 東急バスた91・94系統が発着。東急田園都市線たまプラーザ駅・グリーンライン北山田駅などに行くことができる[9]。
- 東急バス「柚の木谷」停留所（当駅から徒歩15分ほど） - 東急バス綱44・45系統が発着。東急田園都市線江田駅・東急東横線綱島駅などに行くことができる[10]。

## 隣の駅
横浜市営地下鉄
 ブルーライン（3号線）
■快速・■普通
センター北駅 (B30) - 中川駅 (B31) - あざみ野駅 (B32)